# Lars Bastrup
Lars Bastrup Jørgensen (født 31. juli 1955) er en tidligere dansk professionel fodboldspiller. Han opnåede 30 A-landskampe for Danmarks fodboldlandshold og scorede 10 mål. Han blev kåret til Årets Fodboldspiller i Danmark i 1980.

Bastrup dannede angrebsduo med Horst Hrubesch på 1980'ernes stærke HSV-hold, der også talte profiler som Uli Stein (en) og Felix Magath. Holdet vandt to tyske mesterskaber i Bundesligaen i 1982 og 1983 og i 1983 vandt han desuden Mesterholdenes Europa Cup sammen med klubben efter 1-0 finale sejr over Juventus.

## Karriere

### Silkeborg IF (1973-74)
Lars Bastrup debuterede for Silkeborg IF i 2. division i 1973. Året efter noterer den 19-årige angriber sig for ti mål i rækken og får debut på ungdomslandsholdet i en kamp mod Finland i Holstebro.

### IHF (1975)
Lars Bastrup fik kun en enkelt sæson i den århusianske klub IHF, men nåede at score hele 21 mål i 2. division. Det udløste debut for landsholdet den 4. juni 1975 i Bukarest i en OL-kvalifikationskamp mod Rumænien. Hans første scoring for landsholdet faldt i 1-3 nederlaget til Skotland i en EM-kvalifikationskamp 29. oktober 1975 i Idrætsparken.

### Kickers Offenbach (1975-77)
26. november 1975 skrev Lars Bastrup kontrakt med tyske Kickers Offenbach, der havde Otto Rehhagel som træner. En kontrakt der indbragte danskeren 500.000 kr. alene i overgangssum. Bastrup blev hurtigt stamspiller, men nettede kun to gange i Bundesligaen, som Offenbach rykkede ud af den sæson.
På trods af nedrykningen var der dog lyspunkter. Lars Bastrup stod for det udlignende mål i Göteborg, da Danmark slog Sverige 2-1 23. maj 1976. Den første sejr på udebane over svenskerne i 36 år. Lars Bastrup scorede den følgende sæson 11 mål i 2. Bundesliga, hvorefter han forlod klubben.

### IHF (1977-1979)
Lars Bastrup vendte tilbage til IHF den danske 2. division i sommeren 1977 og nettede hele ti gange den sidste halvdel af sæsonen. På trods af Bastrups tilstedeværelse rykkede den lille århusianske klub ned i 3. division i 1978. Bastrup spillede derfor 1979-sæsonen i Danmarks tredjebedste række, før AGF kaldte.

### AGF (1980-81)
I 1980 blev Lars Bastrup den højest betalte spiller i AGF. Han scorede 16 gange i første sæson og blev kåret til Årets Spiller i Danmark. Succesen gav comeback på landsholdet, hvor Bastrup blev fast mand. Halvvejs i 1981 havde han allerede scoret 12 gange i 1. division. Interessen fra udenlandske klubber blev forstærket 3. juni 1981 i Idrætsparken, da Lars Bastrup scorede til 3-1 i en VM-kvalifikationskamp mod de senere verdensmestre Italien.

### Hamburger SV (1981-83)
I juli skiftede Lars Bastrup til den tyske storklub Hamburger SV og fik øjeblikkelig succes i angrebet som makker til Horst Hrubesch. Bastrup spillede samtlige ligakampe i sæsonen 1981-82, der blev krydret med tysk mesterskab og plads i UEFA Cup-finalen.
Den efterfølgende sæson genvandt HSV mesterskabet og vandt Mesterholdenes Europa Cup ved at besejre Juventus i finalen. Lars Bastrup oplevede ikke finalens slutfløjtet. Han var på hospitalet efter Juventus-spilleren Claudio Gentile havde brækket kæbe og tænder på ham med en knytnæve. Især i HSVs europæiske kampe havde Bastrup ofte en hovedrolle med afgørende scoringer. Bl.a. et hattrick i en udekamp mod Dynamo Kijev. De bedrifter gav ham i Hamburg kælenavnet "Mr. Europa Cup".

### Skovbakken (1983-84)
Lars Bastrup fik dog nok af den professionelle tilværelse og rejste i sommeren 1983 hjem til Aarhus. Her spillede han som amatør for 2. divisionsklubben IK Skovbakken i et år. Landstræner Sepp Piontek ville ikke benytte spillere fra den danske 2. division, så Lars Bastrups sidste landskamp var EM-kvalifikationskampen mod Grækenland 27. april 1983 i Idrætsparken.
I Skovbakken havde Bastrup stadig mén efter Gentiles overfald og kunne således ikke hindre Skovbakken i at rykke ned. Halvvejs inde i 1984-sæsonen var Bastrup atter oppe i omdrejninger og førte topscorerlisten i 3. division med 15 scoringer.

### Ikast FS (1984-86)
1. divisionsklubben Ikast FS hyrede i sommeren 1984 Lars Bastrup som den frelser, der skulle redde klubben fra nedrykning. Missionen lykkedes og Ikast sluttede 1984-sæsonen på en 7. plads. I 1985 gik det endnu bedre for Lars Bastrup, som blev topscorer i 1. division med 20 mål.
Karrieren fik dog en brat afslutning i april 1986 pga. et overrevet ledbåndet i en pokalsemifinale mod KB. Ekstra ærgerligt for Bastrup, der således ikke kunne være med i finalen.
Fra midten af april 1991 vikarierede Lars Bastrup i syv kampe på trænerposten hos Ikast, da den oprindelige træner Lennart Sönderberg blev syg.

## Titler
- Tysk mester 1982 og 1983
- Mesterholdenes Europa Cup 1983
- UEFA Cup-finalist 1982
- Årets Fodboldspiller i Danmark 1980
- Topscorer i 1. division 1985